# Schlossberg (Neuleiningen)
Der Schlossberg ist ein Berg am Ostrand des Pfälzerwaldes.

## Geographie

### Lage
Der Berg befindet sich inmitten der Ortsgemeinde Neuleiningen am äußeren nordöstlichen Rand des Pfälzerwaldes und bildet einen Südsporn des Grünstadter Bergs. Nördlich erstreckt sich bereits das Alzeyer Hügelland und nordwestlich das Eisenberger Becken, die beide bereits zum Rheinhessischen Tafel- und Hügelland gehören. Entlang seines Südhanges verläuft der Eckbach.

### Naturräumliche Zuordnung
1. Großregion 1. Ordnung: Schichtstufenland beiderseits des Oberrheingrabens
2. Großregion 2. Ordnung: Pfälzisch-Saarländisches Schichtstufenland
3. Großregion 3. Ordnung: Pfälzerwald
4. Region 4. Ordnung (Haupteinheit): Unterer Pfälzerwald
5. Region 5. Ordnung: Leininger Sporn

## Natur
Entlang seines Osthanges erstreckt sich das Naturschutzgebiet Haardtrand – Am Goldberg.

## Infrastruktur

### Bauwerke
Zentrales Bauwerk ist die Burg Neuleiningen, die dem Berg seinen Namen gab und die als Keimzelle für die gleichnamige Gemeinde fungierte. Ein Großteil von deren Bebauung befindet sich mitten auf dem Berg um die Ruine der Burg herum und ist als Denkmalzone Ortskern zusammengefasst. Der Nordwesthang des Berges ist mittlerweile ebenfalls bebaut.

### Verkehr
Entlang seines Nordhanges verlaufen die Bundesautobahn 6, die Landesstraße 453 und entlang seines Südhanges die Landesstraße 520.

### Tourismus
Über den Berg verlaufen mehrere Wanderwege wie der Prädikatswanderweg Pfälzer Weinsteig, der als Rundweg angelegte Leininger Burgenweg und der Wanderweg Deutsche Weinstraße. Zudem fungiert er nördlicher Ausgangspunkt eines Wanderwegs, der mit einem roten Balken gekennzeichnet ist und der in Siebeldingen endet.